# 74門艦
74門艦は2層戦列艦の一種で、名目上は74門の砲を積んでいる艦のこと。もともとは18世紀中盤のフランス海軍で発達した艦種で、火力と帆走性能のバランスがよかったためにイギリス海軍をはじめとするヨーロッパ諸国で広く建造された。74門艦は19世紀はじめの海軍の主役だったが、建造技術の発展により大型艦が容易に造れるようになったことや蒸気機関の導入に伴い次第に衰退していった。

## 概要
古典的な74門艦はルイ15世時代はじめのフランス海軍再建期に発明された。この新艦種は巨大な2層艦で、当時普及していたなかで最大の36ポンド砲を積む事が出来た。これは以前には3層艦にしか出来ないことだった。この大火力と良好な帆走性能の組み合わせは背の高い3層艦や古臭い70門2層艦のよい点を組み合わせたものである。難点をいえば旧来の2層艦より高価なことがあげられる。

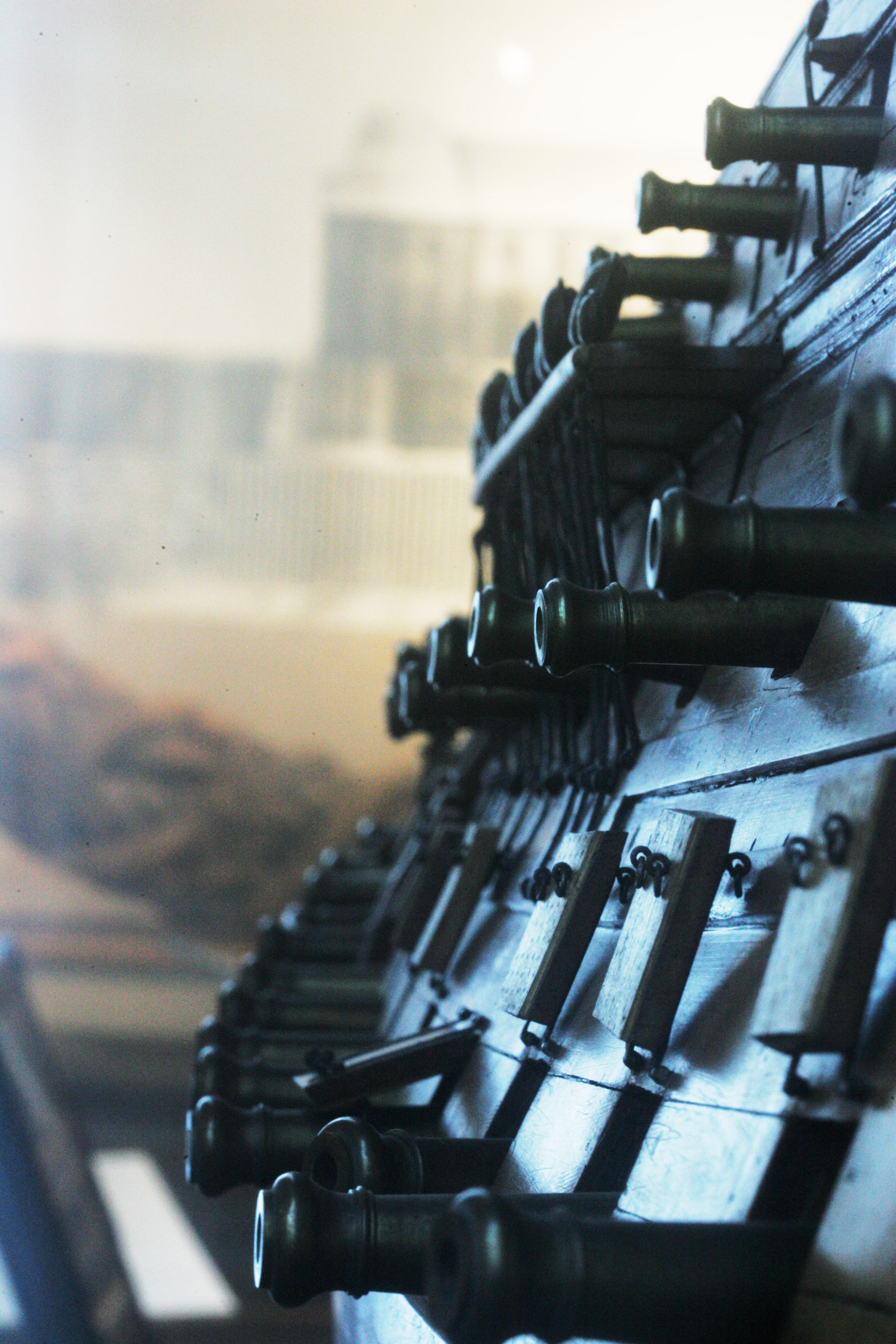
戦列艦の舷側

74門艦は通常28門の32ポンド砲  又は36ポンド砲   を下段砲列に、28門  又は30門  の18ポンド砲を上段に、そして18門  又は16門  の9ポンド砲を船首楼や後甲板に搭載している。一部の74門艦は18ポンド砲のかわりに24ポンド砲を積めるように設計されていたが、費用がかさむ上に過積載になりがちであったので一般化しなかった。乗員の数はおおむね500名から750名で、状況や運用する国によって異なっており、イギリス軍の艦では人数が少ない傾向があった。水線長は最大55mである。
当時の建造技術からすると74門艦は限界に近かった。このような大型木造艦は時がたつと船体が湾曲（サギング）する傾向があり、補修が可能ではあったが費用がかさんだ。このため、74門艦の後に出現した2層80門艦はあまり普及しなかった。より背の高い3層艦ではこの問題は発生しなかった。
イギリス海軍はオーストリア継承戦争や七年戦争でフランスの74門艦を捕獲した。例えば第一次フィニステレ岬の海戦で捕獲されたインヴィンシブルが有名である。これらはイギリスに大きな衝撃を与え、結果として1760年ごろに多くの74門艦が建造されることとなった。これは他のヨーロッパ諸国も同様である。しかしオランダや北欧諸国のように浅海で喫水が制限されている国々は74門艦より小型の2層艦を好む傾向があった。それでもなお1800年ごろには74門艦はすべてのヨーロッパ海軍の標準となっていた。建国直後のアメリカ海軍では大型フリゲートの建造に集中したため74門艦は数えるほどしかない。
ナポレオン戦争以後は造船技術の進歩により十分な剛性を持った2層84門艦や90門艦が建造できるようになったため、74門艦は廃れた。最後の74門艦でトラファルガーの海戦にも参加したデュゲトルーアンは1949年に自沈した。船尾の装飾はグリニッジの博物館に保管されている。74門艦の建造時に製作された模型は多数保存されており、外観も内部構造も実艦を正確に再現していると考えられている